# Universidad Tecnológica de Culiacán
La Universidad Tecnológica de Culiacán es una institución de educación superior localizada en Culiacán, Sinaloa, México. Es una institución pública Descentralizada del Gobierno del Estado de Sinaloa, perteneciente al Subsistema de Educación Superior Tecnológica de la Secretaría de Educación Pública.
Ofrece las carreras de: Ing. en Agricultura Sustentable y Protegida, Ing. en Energía y Desarrollo Sostenible, Ing. Ambiental y Sustentabilidad, Ing. en tecnologías de la Información e Innovación Digital, Ing. en Sistemas Automotrices, Lic. en Gastronomía, Lic. en Negocios y Mercadotecnia, Especialidad en Gestión y Manejo del Agua y Maestría en Agricultura Sostenible y de Precisión.

## Antecedentes
En septiembre del año 2012, nace la Universidad Tecnológica de Culiacán, ubicada en la ciudad y municipio de Culiacán, estado de Sinaloa, con el fin de aumentar y diversificar la oferta educativa en nuestra identidad; esta institución proporciona una nueva visión de la educación superior en el país. En la UTC se instrumenta por primera vez en el estado el modelo reconocido por la UNESCO, que es el Técnico Superior Universitario y los estudios del nivel 5A (ingenierías y licenciaturas), en apego a las necesidades del país establecidas en el plan Nacional de Desarrollo 2007-2012.
La Universidad da inicio prestando sus servicios en instalaciones prestadas, la Secundaria Nueva Creación en turno vespertino a 5 minutos de donde actualmente se encuentran las instalaciones propias de la universidad presentando cambio tanto de instalación como de turno, ya que actualmente la atención a los estudiantes es en turno matutino.
El Día 3 de julio del año 2013, Se publicó en el periódico Oficial “El Estado de Sinaloa”, el Decreto de Creación de la Universidad Tecnológica de Culiacán, constituyéndose ésta como un organismo público Descentralizado del Gobierno del Estado, con personalidad jurídica y patrimonios propios. Independientemente de los ordenamientos internos de la Universidad, La institución como ente público observa y acata las disposiciones legales contenidas en la Constitución Política de los Estados Unidos Mexicanos , la Constitución política del estado de Sinaloa y las leyes que en ella se emanan, así como los acuerdos, decretos, reglamentos, circulares y lineamientos que emita la secretaria de Educación Pública y Cultura en el Estado de la Coordinación General de Universidades Tecnológicas y Politécnicas teniendo como guía el plan Estatal de Desarrollo 2011-2016: se contempla como uno de sus ejes, la obra humana, para la cual, los instrumentos para avanzar en este sentido.
- Datos: Q56284886